# 생략
언어학에서 생략(省略, 영어: ellipsis)은 나머지 맥락으로부터 유추 가능한 하나 이상의 단어를 절에서 누락시키는 것을 가리킨다. 이론적 통사론에서는 여러 종류의 뚜렷한 생략의 유형을 인정한다. 생략에 대한 이론적 탐구는 생략의 통사론·의미론적 요소, 생략된 요소가 복구되는 방식 및 생략된 요소의 상태를 설명하는 데 초점을 둔다.

## 같이 보기
- 아나포라
- 돈절법